# Языково (Тереньгульский район)
Языково — село в Тереньгульском районе Ульяновской области в составе Теренгульского городского поселения.

## География
Находится на речке тереньгулька на расстоянии примерно 5 километров по прямой на юго-восток от районного центра поселка Тереньга.

## История
В 1913 году в селе было 130 дворов, 536 жителей, церковь, школа. 

## Население
Население составляло 36 человек (89% русские) в 2002 году, 16 по переписи 2010 года.